# Bolesław (Dąbrowa)
Bolesław è un comune rurale polacco del distretto di Dąbrowa, nel voivodato della Piccola Polonia.
Ricopre una superficie di 35,41 km² e nel 2004 contava 2 889 abitanti.